# Contarinia scabiosae
Contarinia scabiosae är en tvåvingeart som beskrevs av Jean-Jacques Kieffer 1898. Contarinia scabiosae ingår i släktet Contarinia och familjen gallmyggor. Inga underarter finns listade i Catalogue of Life.